# HD 110956
HD 110956 är en ensam stjärna belägen i den mellersta delen av stjärnbilden Södra korset. Den har en skenbar magnitud av ca 4,62 och är svagt synlig för blotta ögat där ljusföroreningar ej förekommer. Baserat på parallaxmätning inom Hipparcosuppdraget på ca 8,5 mas, beräknas den befinna sig på ett avstånd på ca 385 ljusår (ca 118 parsek) från solen. Den rör sig bort från solen med en heliocentrisk radialhastighet på ca 16 km/s.

## Egenskaper
HD 110956 är en blå till vit stjärna i huvudserien av spektralklass B2/3 V. Den har en massa som är ca 6 solmassor, en radie som är ca 2,3 solradier och har ca 400 gånger solens utstrålning av energi från dess fotosfär vid en effektiv temperatur av ca 22 000 K.